# Соболівський ліс
Соболівський ліс — ландшафтний заказник місцевого значення. Об'єкт розташований на території Святогірської міської громади, Краматорського району.
Площа — 107 га, статус отриманий у 2018 році.